# Cerkev Marije Pomočnice, Zagreb
Cerkev Marije Pomočnice na Knežiji v Zagrebu na Hrvaškem pripada rimskokatoliški Cerkvi in je župnijska cerkev župnije Marije Pomočnice na Knežiji. Župnija je v upravi salezijanske družbe vse od njenega začetka.

## Zgodovina cerkve

### Prihod salezijancev
Leta 1922 je zagrebški nadškof Antun Bauer salezijancem zaupal vzgojo in upravo v nadškofijskem semenišču v samem središču Zagreba na Vlaški ulici 38, kjer je bil ravnatelj Slovenec Jožef Tkalec. Salezijanci so red, ki se posveča predvsem vzgoji revne in zapuščene mladine, zato jim je kot naročena prišla zamisel, ki jo je uresničila Marija Weble Valenčić: leta 1927 je ponudila zemljišče v zagrebškem predmestju Knežiji z željo, da bi služilo za vzgojo in izobrazbo revne in potrebne mladine. 
Salezijanci so 31. julija 1928 podpisali pogodbo, po kateri se zavezujejo, da bodo zgradili oratorij za vzgojo otrok na nepremičnini v površini 7959 m².
Celoten načrt je predvideval izgradnjo izobraževalnega zavoda s cerkvijo, kinodvorano, šolo in delavnicami. Z deli so začeli takoj, a 24. avgusta 1929 so pridobili tudi gradbeno dovoljenje. 
Salezijanci so najprej na Knežiji zgradili oratorij iz krasnega klesanega belega kraškega kamna z otoka Hvara. Po prvotni zamisli naj bi bil prav tak tudi zvonik bodoče cerkve, vendar so z njeno gradnjo morali še počakati; zaradi cenejše gradnje pa je zvonik dobil tako, neprivlačno obleko. Dela pri mladinskem domu so hitro napredovala in za Božič 1929 so v začasni kapeli v še nedokončanem poslopju lahko opravili polnočnico z lepo udeležbo vernikov.

### Duhovno središče
Duhovno središče Knežije je vsekakor Salezijanski zavod, v sklopu katerega je daleč vidna Cerkev Marije Pomočnice, središče istoimene rimskokatoliške župnije. Pod njenim okriljem potekajo ne le verske, ampak tudi športne in kulturne prireditve: zato na Knežiji vedno vrvi od otrok in  mladine. Salezijanci od 1929 zbirajo mlade in so zanje ustanovili kar pet športnih klubov. »Poleg malega nogometa, namiznega tenisa, tae-kvon-do-ja je najbolj znana košarka«, pravi predsednik vseh petih klubov salezijanec Marijan Lovrić, ki se je lotil zaradi velikega zanimanja mladih graditve lastne župnijske športne dvorane.
Knežija slovi po Zagrebu in šire po vzgojnem delovanju salezijancev, med katerimi so bili tudi mnogi Slovenci, kot Jožef Tkalec, Anton Bajuk, svetniški magister novincev Serafin Pelicon iz Sovodnjega pri Gorici, kakor tudi začetnik salezijanskega založništva na Hrvaškem sobrat Vinko Furlan. Med Hrvati je na prvem mestu prvi ravnatelj na Knežiji Dragec Brumec, pa nabožni pisatelj in prvi provincijal, ko se je 1972 jugoslovanska inšpektorija razdelila na slovensko in hrvaško - Nikola Pavičić; potem pisatelj ter prevajalec iz slovenščine Stanko Belaj. Med številnimi misijonarji je široko znani akademik in prosvetni delavec med mehiškimi Indijanci  - svetniški asket Marin Mandić, ki je z nami gojenci v Križevcich rad zapel in spregovoril tudi v slovenščini. 

### Videi in vidniki
(hrvaško)
- IZDVOJENO - Župa Marije Pomoćnice, Knežija | Laudato 55 min * 28.05.2022., 20:05